# Phyllonorycter hostis
Phyllonorycter hostis is een vlinder uit de familie mineermotten (Gracillariidae). De wetenschappelijke naam is voor het eerst geldig gepubliceerd in 2007 door Triberti.
De soort komt voor in Europa.